# 芷江中路
芷江中路是中華人民共和國上海市靜安區一條東西走向道路，道路东起东宝兴路，西至西藏北路。全长949米，宽16米至26米，车行道宽8米至11.1米。道路原本是一條名為朱家浜的河流。中華民国4年（1915年），朱家浜被填埋為道路，道路名為严家阁路。1964年更名為芷江中路，路名來自於湖南芷江。道路沿途有上海市中醫醫院。